# Прости математически действия
Простите математически действия са 4 вида: умножение, деление, събиране и изваждане.
Те са основата на много други, по-сложни математически операции (степенуване, логаритми, и т.н).
Частта от математиката, която обхваща тези операции се нарича аритметика (от гръцки αριθμός = число) и първите доказателства за нейното практическо приложение датират от 18 000 – 20 000 г. пр. Хр.
Систематичното изучаване на аритметиката и свързаните с нея алгоритми се свързва най-вече с Питагор (6 в. пр. Хр.), въпреки че още във Вавилон и Древен Египет са се ползвали аритметически алгоритми.
Началното образование обръща особено внимание на аритметиката. Т.нар. „Таблица за умножение“ се преподава в първоначалните класове в училище, като нейната цел е механично да се запомнят резултатите от умножението между числата от 1 до 10.
Още от древно време хората са прибягвали до уреди (сметало), които да им помагат при извършването на тези операции. В наши дни се използва калкулатор, който представлява устройство, извършващо основните математически действия (и други по-сложни операции).
Символите за математическите действия са, както следва:
- събиране '+' (резултатът се нарича сбор)
- изваждане '-' (резултатът се нарича разлика)
- умножение '.', 'x' или '*' (резултатът се нарича произведение)
- деление ':', или '/' (резултатът се нарича частно)

Събирането е операция в която едно число се добавя към друго. В същността си това е преместване в редицата на числата от позицията на първото число толкова позиции напред, колкото е второто число, например: 2+2=4, защото първта позиция след 2 е 3 (2+1), а втората е 4 (отнася се за реални, цели числа).
Изваждането е обратна операция на събирането и е преместване назад в редицата на числата.
Умножението е повторяемо събиране. Така 5 * 4 е същото, както (5 + 5 + 5 + 5). Тъй като умонжение по 1 не променя резултата, може да се каже че това е все едно да се събере първото число с 0. Следователно умножението може да се представи като събиране на първото число толкова пъти, колкото е второто число.
Делението е обратна операция на умножението и намира колко пъти „делителя“ се намира в „делимото“. Тъй като резултата в повечето случаи няма да е цяло число, частното може да се представи като дроб:
22 / 5 = 4.4
или като остатък (модулус):
22 / 5 = 4(2)
Много сложни математически операции са в основата си многократно повторение на простите операции събиране, изваждане, умножение и делене.
Така например степенуването е повтаряемо умножение, например 25 ^ 2 = 25 * 25.
Дори алгоритми, които криптират (кодират) информацията в съвременните компютърни системи се основават на аритметиката.